# ایگوآناهای زمینی گالاپاگوس
ایگوآناهای زمینی گالاپاگوس (نام علمی: Conolophus) نام یک سرده از تیره ایگوآنایان است.